# Drouvin-le-Marais
Drouvin-le-Marais is een gemeente in het Franse departement Pas-de-Calais (regio Hauts-de-France) en telt 453 inwoners (2004). De plaats maakt deel uit van het arrondissement Béthune.

## Geografie
De oppervlakte van Drouvin-le-Marais bedraagt 2,1 km², de bevolkingsdichtheid is 215,7 inwoners per km².
De onderstaande kaart toont de ligging van Drouvin-le-Marais met de belangrijkste infrastructuur en aangrenzende gemeenten.

## Demografie
Onderstaande figuur toont het verloop van het inwonertal (bron: INSEE-tellingen).
1. ↑  Populations de référence 2022.